# 네이선 추아온
네이선 노엘 로메조 추아온(인도네시아어: Nathan Noël Romejo Tjoe-A-On, 네덜란드어: Nathan Noël Romejo Tjoe-A-On 나탄 노엘 로메요 추아온[*], 2001년 12월 22일 ~ )은 에이르스터 디비시 클럽 빌럼 II에서 레프트백 또는 수비형 미드필더로 활약하는 인도네시아의 프로 축구 선수이다. 네덜란드에서 태어난 그는 인도네시아 국가대표팀에서 뛰고 있다.

## 구단 경력

### 엑셀시오르
추아온은 유소년 시스템을 통해 성장한 후 2019년 엑셀시오르와 3년 계약을 체결했다. 그러나 부상으로 인해 그의 성장이 저해되어 약 14개월의 선수 생활과 훈련 시간을 잃었다. 2021-22년 시즌 겨울 휴식 후, 그는 다시 경기에 복귀하여 자신의 능력에 대한 자신감을 얻었고 다시 축구장에서 정의를 실현할 수 있게 되었다.
2021-22년 시즌이 끝난 후 에이르스터 디비시에서 승격한 후, 그는 2022년 6월에 계약 연장을 받아 2년 더 연장되었다. 그는 2022년 8월 12일, 캄뷔르 스타디온에서 열린 SC 캄뷔르와의 경기에서 2-0 승리를 거두며 엑셀시오르 소속으로 에레디비시 데뷔 전을 치렀다. 2022년 9월 9일, 그는 첫 프로 리그 골을 기록하며 엑셀시오르가 FC 에먼을 상대로 2-1 승리를 거두는 데 기여했다.

### 스완지 시티
2023년 8월 13일, 추아온은 EFL 챔피언십 클럽 스완지 시티와 3년 계약에 미공개 이적료로 계약했다.

#### 헤이렌베인로의 임대
2024년 1월 25일, 추아온은 2023-24년 시즌 남은 기간 동안 스완지 시티에서 임대되어 헤이렌베인으로 이적했다. 2024년 2월 11일, 추아온은 아약스를 상대로 3-2 승리를 거두며 교체 선수로 데뷔했다.

### 빌럼 II
2025년 7월 21일, 추아온은 2년 계약으로 에이르스터 디비시 클럽 빌렘 II와 공식적으로 계약을 체결했다.

## 국가대표팀 경력
2023년 10월, 인도네시아에서 보도된 바에 따르면 추아온이 귀화를 통해 인도네시아 국가대표팀에 초청되었다고 한다. 2023년 10월 12일, 추아온은 인도네시아 국가대표팀이 2026년 FIFA 월드컵 예선에서 브루나이를 겔로라 붕 카르노 스타디움에서 개최했을 때 인도네시아 축구 협회 회장 에릭 토히르와 인도네시아 대통령 조코 위도도를 직접 지켜보고 이야기를 나눴다.
2024년 3월 7일, 추아온은 2024년 3월 21일과 3월 26일, 베트남과의 2026년 FIFA 월드컵 예선 경기를 위해 인도네시아 국가대표팀에 소집되었다. 2024년 3월 21일, 그는 인도네시아 국가대표로 데뷔하여 베트남을 상대로 1-0 승리를 거두었다.
2024년 4월, 추아온은 카타르에서 열린 2024년 AFC U-23 아시안컵에서 인도네시아 U-23 최종 명단에 이름을 올렸다. 처음에는 조별 리그에만 출전할 수 있었고, 이후 네덜란드로 돌아갔다. 그러나 그의 소속팀인 헤이렌베인은 결국 그를 카타르로 돌아가 8강에 출전하게 했다.

## 사생활
네덜란드에서 태어난 추아온은 수리남과 인도네시아 혈통이다.
2024년 3월 11일, 추아온은 공식적으로 인도네시아 국적을 취득했다.